# Парламентские выборы в Сербии (2012)
Парламентские выборы в Сербии 2012 года прошли 6 мая. В тот же день состоялись провинциальные и местные выборы, а также первый тур президентских выборов.

## Предыстория
Выборы 2008 года привели к формированию нового проевропейского правительства, которое поддержали коалиция президента Сербии Бориса Тадича, социалисты, партии пенсионеров и «Единая Сербия», а также шесть из семи депутатов от этнических меньшинств. Новое правительство возглавил беспартийный Мирко Цветкович, в предыдущем правительстве занимавший пост министра финансов по квоте Демократической партии Тадича.
Крупнейшей оппозиционной силой стала Сербская радикальная партия, но ненадолго. Вскоре после выборов она раскололась. Влиятельные деятели радикалов Томислав Николич и Александр Вучич основали свою организацию, Сербскую прогрессивную партию, быстро набравшую популярность. С момента своего появления на политической сцене Сербии прогрессисты стали одной из самых популярных партий наряду с демократами Тадича. Согласно большинству опросов общественного мнения обе партии набирали не менее 60 % от общего числа голосов, тогда как другие партии неизменно оставались далеко позади, не набирая даже 10 %.
В начале 2011 года в соответствии с опросом, проведённым Strategic Marketing, оппозиционная Прогрессивная партия имела более высокий рейтинг, чем партии правящей коалиции, радикалы и либеральные демократы вместе взятые. В связи с этим прогрессисты попытались добиться проведения досрочных выборов, используя для этого недовольство населения широко распространившейся коррупцией, экономическими трудностями и медленной евроинтеграцией. Самые крупная акция протеста, собравшая в Белграде от 50 000 до 70 000 человек, была организована Сербской прогрессивной партией в феврале 2011 года. Впрочем, своей основной цели, провести выборы не 6 мая 2012 года, а раньше, осенью 2011, протестующие добиться не смогли.

## Кампания
Фактически предвыборная кампания стартовала уже во втором полугодии 2011 года, когда плакаты и рекламные щиты различных партий появились на улицах Белграда.
Одной из организаций осуществлявших наблюдение и мониторинг за ходом выборов была сербская неправительственная организация Центр за свободные выборы и демократию (серб. Центар за слободне изборе и демократију, ЦеСИД).

## Участвующие партии
Республиканская избирательная комиссия зарегистрировала для участия в выборах 18 избирательных списков. Списки приведены под теми номерами под которыми они значились в избирательном бюллетене.
1. Блок «Выбор для лучшей жизни — Борис Тадич» (серб. Избор за бољи живот - Борис Тадић): Демократическая партия, Социал-демократическая партия Сербии, Лига социал-демократов Воеводины, «Зелёные Сербии», Демократический альянс хорватов в Воеводине и Христианско-демократическая партия Сербии. Возглавили список мэр Белграда Драган Джилас и Ружица Джинджич, вдова убитого премьера Зорана Джинджича.[12]
2. Список «Сербская радикальная партия — Воислав Шешель» (серб. Српска радикална странка - Др Војислав Шешељ). Возглавил список лидер партии Шешель.[13]
3. Блок «Объединённые регионы Сербии — Младжан Динкич» (серб. Уједињени региони Србије - Млађан Динкић). Объединила партию G17+, Народную партию и ряд региональных политических партий и движений (движения «Вместе за Шумадию» и «Жить для Краины», Коалиция за Пирот, Буневская партия). Возглавил список лидер G17+ Младжан Динкич.[13]
4. Блок «„Перелом“ — Чедомир Йованович» (серб. Преокрет - Чедомир Јовановић).[13] Включал Либерально-демократическую партию, Сербское движение обновления, Социал-демократический союз, партию «Богатая Сербия», Воеводинскую партию, Боснийскую демократическую партию Санджака, Зелёную экологическую партию и Партию болгар Сербии. Блок поддержала Ассоциация свободных и независимых профсоюзов и ряд общественных организаций (Хельсинкский комитет по правам человека, «Гражданские инициативы», «Молодёжные инициативы за права человека», Центр за культурную деконтаминацию, Белградский центр за права человека, Комитет юристов за правам человека, Центр евроатлантических исследований и «Фонд Биляны Ковачевич Вучо».[14][15] Возглавил список лидер либеральных демократов Чедомир Йованович.
5. Блок «Сдвинем Сербию — Томислав Николич» (серб. Покренимо Србију - Томислав Николић). Объединил Сербскую прогрессивную партию, партии «Новая Сербия», Движение социалистов, Движение «Сила Сербии», Народную крестьянскую партию, Боснийскую народную партию, Демократическую партию македонцев, Цыганскую партию, Движение влашского единства, Движение экономического возрождения Сербии, Сербскую ассоциацию малых и средних предприятий и предпринимателей, Ассоциацию беженцев в Сербии. Возглавил список лидер прогрессистов Томислав Николич.[13] На пост премьер-министра блок решил выдвинуть кандидатуру бывшего министра приватизации Йоргованку Табакович.[16]
6. Список «Демократическая партия Сербии — Воислав Коштуница» (серб. Демократска странка Србије - Војислав Коштуница). Возглавил список лидер партии Коштуница.[17]
7. Блок «Ивица Дачич — СПС — ПОПС — ЕС» (серб. Ивица Дачић – СПС-ПУПС-ЈС). Был поддержан Движением ветеранов. Возглавил список лидер социалистов Дачич.[18]
8. Список «Двери — за жизнь Сербии» (серб. Двери за живот Србије). Включил независимых кандидатов, близких к националистической и антиглобалистской организацией «Движение за жизнь Сербии» и журналом «Двери српске». Возглавил список Бранимир Нешич.[19]
9. Список венгерского меньшинства «Альянс воеводинских венгров — Иштван Пастор» (серб. Савез војвођанских Мађара - Иштван Пастор). Возглавил список Балинт Пастор, сын лидера Альянса Иштвана Пастора[20]
10. Список «Реформистская партия — Милан Вишнич» (серб. Реформистичка странка – Проф. др Милан Вишњић). Возглавил список профессор Милан Вишнич, кандидат в мэры города Ниш и сын лидера партии Александра Вишнича.[21]
11. Список боснийского меньшинства «Партия демократического действия Санджака — Сулейман Углянин» (серб. Странка демократске акције Санџака - др Сулејман Угљанин). Возглавила список Ифета Радончич.[22]
12. Список «Движение рабочих и крестьян» (серб. Покрет радника и сељака). Включил независимых кандидатов, связанных с гражданской группой Движения рабочих и крестьян. Возглавил список профессор Белградского университета и военный аналитик Зоран Драгишич.[23]
13. Список «Социал-демократический альянс — Небойша Лекович» (серб. Социјалдемократски савез - Небојша Лековић). Список возглавил лидер партии юрист и депутат Лекович, в прошлом генсекретарь ФК «Црвена звезда».[24]
14. Блок национальных меньшинств «Все вместе — Эмир Элфич» (серб. Све заједно - Емир Елфић). Объединил Боснийское демократическое сообщество, Гражданский альянс венгров, Демократическое сообщество хорватов, Демократическое сообщество воеводинских венгров и Словацкую партию. Список возглавил лидер боснийской партии Элфич.[25]
15. Блок албанского меньшинства «Коалиция албанцев Прешевской долины» (серб. Коалиција Албанаца Прешевске долине).[26]
16. Список черногорского меньшинства «Черногорская партия — Ненад Стевович»(серб. Црногорска партија - Ненад Стевовић). Возглавил список лидер партии политолог Ненад Стевович.[27]
17. Список «Коммунистическая партия — Иосип Броз»(серб. Комунистичка партија - Јосип Броз).[28]
18. Список влашского меньшинства «Ни один из представленных вариантов ответа» (серб. Ниједан од понуђених одговора).[28]

Минимальный порог для партий и блоков национальных меньшинств составляет 0,4 % голосов, по сравнению с 5 % для остальных партий и блоков.

## Опросы
| Источник                       | Дата опроса                    | ДП   | СПП  | СРП | ДПС | СПС  | ЛДП | ОРС | Другие                     | Предел погрешности |
| Faktor Plus                    | 14—22 апреля 2012              | 28,3 | 33,5 | 5,5 | 5,7 | 11,8 | 6,2 | 3,3 |                            | +/-3               |
| IRI                            | 8—9 апреля 2012                | 24,0 | 27,0 | 5,0 | 8,0 | 12,0 | 8,0 | 8,0 | 8,0                        | неизвестен         |
| Faktor Plus                    | 2—8 апреля 2012                | 29,4 | 33,4 | 5,7 | 5,5 | 11,6 | 6,3 | 3,5 |                            | +/-3               |
| eizbori.com                    | 2—5 апреля 2012                | 27,1 | 27,1 | 7,9 | 6,6 | 13,3 | 7,9 | 6,1 | 3,9                        | неизвестен         |
| Faktor Plus                    | 18—25 марта 2012               | 29,1 | 33,2 | 5,8 | 5,8 | 11,1 | 6,4 | 3,8 |                            | +/-3               |
| Partner konsalting             | 7—11 марта 2012                | 31,7 | 35,5 | 5,3 | 5,0 | 12,6 |     | 1,9 |                            | неизвестен         |
| Faktor Plus                    | 5—15 февраля 2012              | 28,2 | 30,6 | 7,0 | 5,6 | 7,1  | 6,0 | 3,0 | 7,2                        | неизвестен         |
| Partner konsalting             | февраль 2012                   | 25,8 | 33   | 5,3 | 4,4 | 10,1 | 5,8 | 2,1 | 3,2 ПОПС 1.6 ЛСДВ 1.1 СДПС |                    |
| NSPM                           | 25 декабря 2011 —5 января 2012 | 25,0 | 28,9 | 6,5 | 7,5 | 11,2 | 6,3 | 4,0 | 12,3                       | неизвестен         |
| Factor Plus                    | 19—27 декабря 2011             | 26,7 | 32,8 | 7,1 | 5,4 | 7,1  | 5,8 | 3,2 | 11,9                       | неизвестен         |
| NSPM                           | 11 ноября 2011                 | 27   | 28,5 | 7,1 | 7,1 | 8,3  | 6,6 | 3,2 | 12,3                       | неизвестен         |
| VIP                            | 18 октября 2011                | 25   | 36   | 8   | 5   | 7    | 5   |     |                            | неизвестен         |
| Strategic Marketing            | 8 июля 2011                    | 29   | 33   | 8   | 6   | 4    | 4   | 4   |                            | неизвестен         |
| IFIMES International Institute | 1—25 июня 2011                 | 23,3 | 42,9 | 6,9 | 7,8 | 5,4  | 7,1 | 1,8 | 4,8                        | +/-3               |
| VIP                            | 6 апреля 2011                  | 24,3 | 41,7 | 7,5 | 7,1 | 5,5  | 8,6 | 1,4 |                            | неизвестен         |
| IFIMES International Institute | 1—25 марта 2011                | 24,3 | 41,8 | 7,7 | 7,1 | 5,5  | 8,3 | 1,4 | 3,9                        | +/-3               |
| TNS Medium                     | 10 февраля 2010                | 30,6 | 29,9 | 8,3 | 6,2 | 6,7  | 4,3 | 3,0 | 11,0                       | неизвестен         |
| Strategic Marketing            | 12 сентября 2009               | 35,1 | 31   | 9,7 | 6,7 | 4,4  | 4,7 |     |                            | неизвестен         |
| Strategic Marketing            | 4 сентября 2009                | 35   | 31   | 10  | 7   | 4    | 5   | 0,5 | 7,5                        | неизвестен         |
| Strategic Marketing            | 6 ноября 2008                  | 40   | 20   | 10  | 10  |      | 6   |     |                            | неизвестен         |
| Strategic Marketing            | октябрь 2008                   | 28,9 | 21   | 7,2 |     |      |     |     |                            | неизвестен         |

## Результаты выборов[50]
Право голосовать за 250 депутатов Скупщины Сербии имели более 6,770 млн человек, в том числе около 109 тысяч сербов в самопровозглашённом государстве Косово, независимость которого Сербия не признаёт. Организацию голосования для косовских сербов взяла на себя ОБСЕ. Избирательные участки по всей стране были открыты 6 мая 2012 года с 7:00 до 20:00 без каких-либо инцидентов. Явка избирателей на 18:00 составляла 46,34 % в Белграде, 48,37 % в центральной Сербии и 47,89 % в Воеводине. Всего в выборах в парламент приняло участие более 3,9 млн граждан Сербии (57,78 %). Явка избирателей в Косово составила 32 %.
| Партия                                       | Оригинальное название | Голоса    | %     | Места | Изменения |
| -------------------------------------------- | --- | --------- | ----- | ----- | --------- |
| «Сдвинем Сербию»                             | серб. Покренимо Србију | 940 659   | 24,04 | 73    | ▲64       |
| «Ради лучшей жизни»                          | серб. Избор за бољи живот | 863 294   | 22,06 | 67    | ▼7        |
| Социалистическая партия Сербии / ПОПС / ЕС   | серб. Социјалистичка партија Србије, СПС / серб. Партија уједињених пензионера Србије, ПУПС) / серб. Јединственна Србија, ЈС | 567 689   | 14,51 | 44    | ▲24       |
| Демократическая партия Сербии                | серб. Демократска странка Србије, ДПС                                                                                        | 273 532   | 6,99  | 21    | ▬         |
| «Перелом»                                    | серб. Преокрет | 255 546   | 6,53  | 19    | ▲2        |
| Объединённые регионы Сербии                  | серб. Уједињени региони Србије, УРС                                                                                          | 215 666   | 5,51  | 16    | ▼8        |
| Сербская радикальная партия                  | серб. Српска радикална странка, СРС                                                                                          | 180 558   | 4,61  | 0     | ▼78       |
| «Двери — за жизнь Сербии»                    | серб. Двери за живот Србије                                                                                                  | 169 590   | 4,33  | 0     | новый     |
| Альянс воеводинских сербов                   | серб. Савез војвођанских Мађара, СВМ                                                                                         | 68 323    | 1,75  | 5     | ▲1        |
| Движение рабочих и крестьян                  | серб. Покрет радника и сељака                                                                                                | 57 199    | 1,46  | 0     | новый     |
| Коммунистическая партия                      | серб. Комунистичка партија - Јосип Броз                                                                                      | 28 977    | 0,74  | 0     | новый     |
| Партия демократического действия Санджака    | серб. Странка демократске акције Санџака                                                                                     | 27 708    | 0,71  | 2     | ▬         |
| «Все вместе»                                 | серб. Све заједно | 24 993    | 0,64  | 1     | ▲1        |
| «Ни один из представленных вариантов ответа» | серб. Ниједан од понуђених одговора                                                                                          | 22 905    | 0,59  | 1     | ▲1        |
| Социал-демократический альянс                | серб. Социјалдемократски савез                                                                                               | 16 572    | 0,42  | 0     | новый     |
| Коалиция албанцев Прешевской долины          | серб. Коалиција Албанаца Прешевске долине                                                                                    | 13 384    | 0,34  | 1     | ▬         |
| Реформистская партия                         | серб. Реформистичка странка                                                                                                  | 8 867     | 0,23  | 0     | ▬         |
| Черногорская партия                          | серб. Црногорска партија | 3 855     | 0,10  | 0     | ▬         |
| Недействительные голоса                      | | 170 995   | 4,37  | -     |           |
| Всего                                        | | 3 911 136 | 100   | 250   |           |
| Зарегистрировано избирателей/Явка            | | 6.770.013 | 57,78 |       |           |

## Распределение мест в Скупщине
«Сдвинем Сербию»  (73)
 «Ради лучшей жизни»   (67)
 СПС/ПОПС/ЕС  (44)
 Демократическая партия Сербии  (21)
 «Перелом»  (19)
 Объединённые регионы Сербии  (16)
 Альянс воеводинских венгров  (5)